# والاس ويست
والاس ويست (بالإنجليزية: Wallace West)‏ (22 مايو 1900، مقاطعة كامببيل في الولايات المتحدة - 8 مارس 1980)؛ روائي أمريكي.

## روابط خارجية
- والاس ويست على موقع IMDb (الإنجليزية)